# 2002 új világörökségi helyszínei
Az UNESCO Világörökség Bizottsága a 2002. június 24-29. között Budapesten megtartott 26. ülésszakán az alábbi helyszíneket nyilvánította a világörökség részévé:
| | Dzsam minaretje és régészeti emlékhelyei |
| Afganisztán |                                          |
| Kulturális (II)(III)(IV) |                                          |
| Veszélyeztetett világörökségi helyszínek listájára került: 2003 |                                          |
| Védett terület:70 ha, puffer zóna: 600 ha, hivatkozás: 211 |                                          |
| Dzsam minaretje a 12. században épült, feltehetően a Gúrida-dinasztia egyik szultánjának utasítására. A helyi iszlám építészet kiemelkedő példája, ami fontos szerepet játszott a vallás továbbterjedésében. Alaprajza nyolcszögletű, magassága eléri a 65 métert. Átmérője a talajszintnél 9 méter, négy egymás fölötti egyre keskenyedő körszelvénye meszes habarccsal összekötött égetett téglából készült. Teljes külső felületét a szerkezeti elemekre rakott stukkóborítás fedi, ami geometrikus mintákat, és feliratokat ábrázol. A legalsó szint a legdíszesebb, nyolc függőleges szelvénye követi a nyolcszög alaprajz vonalát. Minden ilyen szelvényt vékony, teleírt szegély fog körbe. A minarettől északra, a folyó túlsó partján találhatók a Grúidák kastélyainak és tornyainak maradványai, keletre pedig erődítmények romjai, amik arra utalnak, hogy a minaret környékén elterülő város egyben egy katonai központ is volt. Az országban uralkodó háborús helyzet miatt a helyszín 2003-ban felkerült a veszélyeztetett világörökségi helyszínek listájára. |                                          |

| | Szent Katalin-kolostor |
| Egyiptom |                        |
| Kulturális (I)(III)(IV)(VI) |                        |
| Védett terület: 60 100 ha, hivatkozás: 954 |                        |
| A Szent Katalin-kolostor a Hóreb-hegy lábánál fekszik, ahol a hagyomány szerint Mózes megkapta a törvénytáblákat. A görög ortodox kolostort 550 körül alapították és ez a világ egyik legrégebbi, folyamatosan eredeti feladatkörében működő kolostora. Az épületegyüttest körülvevő falakat a 6. században Jusztiniánusz bizánci császár parancsára építették. A bonyolult elrendezésű, útvesztőre hasonlító kolostor falai és épületei a bizánci építészet jelentős alkotásai. A kolostor legfontosabb részei, a 6. századból származó bazilika és az úgynevezett „Égő csipkebokor-kápolna” különösebb károsodás nélkül, jó állapotban maradtak fenn. A kolostorban felbecsülhetetlen értékű kora keresztény kéziratokat és ikonokat őriznek, valamint egy Jézus színeváltozását ábrázoló, szintén a korai kereszténység korából származó mozaikot. A kolostorban lakó közösségek mindig igyekeztek szoros kapcsolatot ápolni a körülöttük élő muszlimokkal. Ennek bizonyítéka egy 623-ból származó, Mohamed próféta aláírását viselő dokumentum, ami felmenti a szerzeteseket a katonai szolgálat és az adófizetés alól. Viszonzásul a kolostor területén egy kápolnát mecsetté alakítottak át, ami azóta is muszlim imahelyként működik. |                        |

| | Bodh-gajai Mahábodhi-templomkompexum |
| India |                                      |
| Kulturális (I)(II)(III)(IV)(VI) |                                      |
| Védett terület: 4,86 ha, hivatkozás: 1056 |                                      |
| A Mahábódhi templom (szó szerint: "Nagy Megvilágosodási Templom") buddhista templom Bodh-Gaja városban, Gautama Sziddhártha, a történelmi Buddha megvilágosodásának (bodhi) helyszíne. Bodh-Gaja mintegy 96-re fekszik a Bihár állam Patna városától, India északkeleti részén. Egyike a négy szent helynek ami a Buddha életéhez kapcsolódik és a négy legmagasabb buddhista szentély egyike. A templomot, ami az egyik legrégebbi ma is álló indiai téglatemplom a Gupta-dinasztia idejében építették. Már a korai időktől sok zarándok kereste fel, majd a buddhizmus háttérbe szorulásával fokozatosan vesztett jelentőségéből. A 12. században a muszlim hódítás során súlyos károkat szenvedett, majd a 14. században helyreállították és minden sarkán az épület kicsinyített másával egészítették ki. A legmagasabb tornya 55m magas, boltozatát aranylemezekkel borították, amelyek összsúlya közel 300 kg lehetett. Később árvíz öntötte el, a 19. században restaurálták, majd 2002-ben megkezdődött szakszerű helyreállítása. |                                      |

| | Tokaji borvidék |
| Magyarország |                 |
| Kulturális (III)(V) |                 |
| Védett terület: 13 255 ha, puffer zóna: 74 879 ha, hivatkozás: 1063 |                 |
| A Zempléni-hegység lábánál fekvő Tokaj-hegyaljai borvidék szőlősök, gazdaságok, kisvárosok, borospincék bonyolult rendszerével jól illusztrálja a híres bor készítési folyamatát. Tokaj települést a 11. században alapították, neve török eredetű és szőlőt jelent. A híres tokaji aszút a török hódoltság idején kezdték előállítani és erről a termékről lett a térség világhírű. A szőlőtermelés és a borkészítés a kezdetektől fogva meghatározta a térség településszerkezetét, legjellegzetesebb építményei a borospincék. Kétféle típusú pincét alakítottak ki, az ásottat és a boltíveset. Némelyik közülük többszintes, labirintusszerű. A sátoraljaújhelyi Ungvári pince például 27, több szinten kialakított, egymáshoz kapcsolódó pincéből áll. A tokaji bort jellemzően furmintszőlőből készítik, minőségi jellemzőit szigorú szabályok írják elő. A Tisza folyó partján álló Tokaj városának hangulatos történelmi központja is figyelemre méltó. |                 |

| | Calakmul ősi maja városa, Campeche |
| Mexikó |                                    |
| Vegyes (I)(II)(III)(IV)(IX)(X) |                                    |
| Védett terület: 331 397 ha, puffer zóna: 391 788 ha, hivatkozás: 1061 |                                    |
| Calakmul a Yucatán-félszigeten a guatemalai és belizei határ közelében az 1989-ben alapított Calakmul Bioszféra rezervátumban trópusi esőerdei környezetben található. Az ősi maja város az ország egyik legnagyobb védett területén áll. Jó állapotban fennmaradt épületromjai a maja építészet és városi fejlődés eredményei és körülbelül ezerkétszáz év emberi jelenlétről tanúskodnak. Településszerkezete a klasszikus korra jellemző. Jellegzetes épületei a több mint ötven méter magas lépcsős piramis, valamint más piramis alakú templomok. A templomok és középületek között tágas tereket alakítottak ki. A fejlett település bonyolult utcahálózattal összekötött legalább ötezer épületből állt. Calakmul legfontosabb leletei az a 120 sztélé amelyek azon kívül, hogy komoly művészeti értéket képviselnek rendkívül fontosak a maja kultúra és történelem kutatásában is. A szobrokkal és domborművekkel díszített sztéléken összetett ábrázolások láthatók és hieroglifák, egyes esetekben pontos dátumok is olvashatók rajtuk. Calakmul a 10. században hanyatlani kezdett és elnéptelenedett, ezután majdnem ezer évig ismeretlen volt. |                                    |

| | Stralsund és Wismar óvárosa |
| Németország |                             |
| Kulturális (II)(IV) |                             |
| Védett terület: 168 ha, puffer zóna: 448 ha, hivatkozás: 1067 |                             |
| A két város jelentős Hanza kereskedelmi központ volt. Mindkét településnek fennmaradt középkori és kora újkori városközpontja, bennük vörös téglás épületekkel. A balti államok felé vezető úton fekvő Wismart a 13. század első harmadában már városként említik a források, 1259-ben vált a Hanza-szövetség részévé. Fénykorát a 14-15. században élte. Eredetileg egy várárok védte, később ezt feltöltötték. Középkori kikötője jó állapotban maradt meg. Később is nagyszabású építkezések színhelye volt, ennek bizonyítéka hercegi palotája. Északi városrészében található a Városháza (Rathaus), mely neoklasszikus stílusban épült 1817–1819 között. Stralsundban a gótikus építészetnek egy jellegzetes formája alakult ki, ennek egyik legfontosabb alkotása a 14. századi városháza. Történelmi központja a német téglagótika szép példája. Piacterén épült fel a vízemelő, ami a 19. század végéig biztosította a település vízellátását. Straslund a 14. századra a balti térség egyik legjelentősebb központjává vált, ennek bizonyítékai gazdagon díszített kereskedőházai. Az enyhén ovális szigeten épült város eredeti körvonalai ma is láthatók, a reneszánsz, barokk, klasszicista épületek kialakításakor is meg tudták őrizni az eredeti városkép szerkezetét. |                             |

| | Rajna-völgy |
| Németország |             |
| Kulturális (II)(IV)(V) |             |
| Védett terület: ha, puffer zóna: ha, hivatkozás: 211 |             |
| A helyszínhez a Közép-Rajna völgyének egy 65 kilométeres szakasza tartozik, benne jó állapotú történelmi műemlékekkel, várakkal, történelmi városokkal és szőlősökkel. A terület évezredekig Európa egyik legfontosabb szállítási útvonala volt. A partoldalakat szőlő borítja, a kisvárosok és falvak a keskeny parti sávban épültek ki, a dombok tetején várak állnak. A térség megihlette az írókat, zeneszerzőket és festőket is, főleg azokat akik a 19. században alkottak. A terület legfőbb látnivalói: a Bigen-kapu utáni Rhüdesheimer Berg szőlői, Lorch kisvárosa a Bacharac-völgyben, a középkorias Bacharaac gerendaszerkezetű házai, Kaub és környezete a városfallal, a teraszos szőlőkkel és a Pfalzgrafenstein-kastéllyal, Oberwesel két gótikus temploma és régi házai, a középkori Schönburg-kastély és a városfal, a Nahe torkolata melletti Egér-torony, Boppard az ország legjobb állapotban megmaradt római helyőrségével, a Rajna és a Mosel összefolyásánál lévő Koblenz és a Reichenberg-kastély. |             |

| | A Val di Noto későbarokk városai |
| Olaszország |                                  |
| Kulturális (I)(II)(IV)(V) |                                  |
| Védett terület: 112,79 ha, puffer zóna: 305,8 ha, hivatkozás: 1024 |                                  |
| A világörökségi helyszínhez a Szicília délkeleti részén fekvő Val di Noto nyolc városának (Caltagirone, Militello in Val di Catania, Catania, Modica, Noto, Palazzolo Acreide, Ragusa és Scicli) késő barokk építészeti alkotásai tartoznak. A térséget 1693-ban egy nagyerejű, százezer áldozatot követelő földrengés pusztította el, ezután kezdődött el a városok újjáépítése. A széleskörű összefogásnak köszönhetően néhány évtized alatt kiemelkedő jelentőségű épületegyüttesek jöttek létre a korábbi városok romjain vagy mellettük. A cataniai székesegyházat egy normann épület romjaira építették fel, jellegzetessége a 18. század közepén kialakított homlokzata. Az előtte álló elefántszoborral díszített kút a város jelképe. Cataniában található egy korábbi bencés kolostor helyén a San Nicoló apátsági templom is. Ragusa ismert építménye a Keresztelő Szent János-katedrális, míg Noto a San Carlo Borromeo- és a San Domenico-templomról, valamint a városházáról (Palazzo Ducezio) ismert. A nyolc városban található kivételesen egységes alkotások az európai barokk építészet utolsó virágkorát képviselik. |                                  |

| | Paramaribo történelmi belvárosa |
| Suriname |                                 |
| Kulturális (II)(IV) |                                 |
| Védett terület: 30 ha, puffer zóna: 60 ha, hivatkozás: 940 |                                 |
| A Suriname folyó partján fekvő Paramaribo, az 1975 óta független Suriname fővárosa a 16. és a 17. században egy holland kereskedelmi állomás volt. Európai gyarmatosítók már a 15. században felfedezték a természetes nyersanyagokban, például kaucsukban és kitermelhető faanyagban bővelkedő területet. Később gazdag földbirtokosok telepedtek le a környéken és ültetvényeiken cukornádat és dohányt termesztettek. 1821-ben a település egy tűzvész miatt komoly károkat szenvedett, ennek ellenére fennmaradt a belváros jellegzetes eredeti utcaszerkezete, ami egy délkelet-északnyugati főtengelyből és azt megfelelő szögben keresztező utcákból áll. A ma is látható épületeken a holland építészet stílusjegyei keverednek a hagyományos helyi technikákkal és építőanyagokkal. Legfontosabb középületei a Zeelandia-erőd, a Függetlenség terén álló bíróság, az Elnöki palota, a Pénzügyminisztérium, a református és a római katolikus templom hagyományos holland stílusban épültek téglából és kőből. Később megjelentek rajtuk a helyi építészeti elemek is, ilyen például az Elnöki palota legfelső, fából készült emelete. A városban több népcsoport él egymás mellett, ezt jelzik a mecsetek, a hindu templomok és a zsinagógák. |                                 |